# Chiara Schimpf
Chiara Schimpf (13 de octubre de 2000) es una deportista de Alemania que compite en atletismo. Ganó una medalla de bronce en el Campeonato Europeo de Atletismo Sub-20 de 2019, en la prueba de 4 × 100 m.